# Sindacato nazionale musicisti
Il Sindacato nazionale musicisti è un sindacato italiano, costituitosi a Roma il 28 luglio 1946 nella sala Soci della SIAE (Società italiana degli autori ed editori).
Parteciparono alla fondazione diversi musicisti italiani, tra cui Alfredo Casella, Luigi Dallapiccola, Gianandrea Gavazzeni, Renzo Rossellini, Barbara Giuranna, Lino Liviabella, Francesco Cilea, Franco Alfano, Goffredo Petrassi, Virgilio Mortari.
Tra i presidenti del sindacato si ricordano Salvatore Allegra, Franco Mannino, Mario Zafred.